# فرناندو بيلار
فرناندو بيلار (بالبرتغالية: Fernando Gleber Matias da Silva‏) (2 فبراير 1979 في البرازيل - ) هو لاعب كرة قدم برازيلي في مركز الوسط. لعب مع نادي باسوش دي فيريرا ونادي فاسكو دا غاما وCampinense Clube ‏ والنادي الرياضي المركزي ونادي بوتافغو لكرة القدم وSociedade Esportiva River Plate ‏.

## وصلات خارجية
- فرناندو بيلار على موقع قاعدة بيانات كرة القدم.إي يو (الإنجليزية)